# Earl Blaik
Pour les articles homonymes, voir Blaik.
College Football Hall of Fame 1964
Earl Henry « Red » Blaik (né le 15 février 1897 à Détroit et mort le 6 mai 1989 à Colorado Springs) est un joueur et entraîneur de football américain, responsable d'équipe sportive universitaire et officier de l'armée américaine.
Il est entraîneur-chef de football au Dartmouth College de 1934 à 1940 et à l'Académie militaire de West Point de 1941 à 1958, établissant un record de carrière en football universitaire de 166 victoires, 48 défaites et 14 matchs nuls. Les Black Knights de l'Army remportent trois championnats nationaux consécutifs en 1944, 1945 et 1946 sous sa direction.
Blaik est intronisé au College Football Hall of Fame en tant qu'entraîneur en 1964.